# Randers HK
Randers Håndbold Klub (Randers HK) var en handbollsklubb från Randers i Danmark, bildad 1996. Klubben speladfe sina hemmamatcher i Arena Randers. Säsongen 2011/2012 vann klubben sitt första Danska mästerskap. Dessförinnan har laget som bäst tagit silvermedalj i Danska mästerskapet, vilket skedde säsongen 2009/2010 samt 2010/2011.

## Historik
Den 16 april 1996 gick flera klubbar (Dronningborg Boldklub, Kristrup Boldklub, Randers Freja, RB 72, Lem IF, Randers KFUM, Vorup FB och Hornbæk SF) samman och bildade Randers HK. I september 1999 måste herravdelningen upplösas. Sedan dess har klubben helt fokuserat på damhandboll.
De största framgångarna nådde Randers med Jan Leslie som tränare då man vann EHF-cupen 2010 och danska mästartiteln 2012.
I slutet av 2004 hamnade klubben för första gången i ekonomiska svårigheter. Med hjälp av Randers kommun och olika företag grundades Randers HKA/S den 1 juni 2005. År 2019 blev ytterligare en finansiell räddningsinsats nödvändig.  Den 10 november 2022 lämnades en konkursansökan in.  
 I november 2022 valde klubben att försätta sig i konkurs med omedelbar verkan, då klubben inte lyckades få in drygt 5 miljoner danska kronor. Laget i damehåndboldligaen  drogs ur ligan och Randers poäng och resultat annullerades,. Den direkta nedflyttningsplatsen i ligan användes inte detta året. 

## Klubbens sista spelartrupp 2022/2023
Signe Schaar, Anne Berggreen, Laura Grosen, Aia Raadshøj, Ida Hoberg, Nicoline Olsen, Anne Christine Bossen, Camilla Degn, Karen Klokker, Pernille Brandenborg, Mette Brandt, Stephanie Andersen, Mathilde Orkild, Tania Knudsen, Frida Møller, Christina Pedersen

## Meriter
- Danska mästare 2012
- Danska cupvinnare 2016[4]
- EHF-cupen 2010
- Finalist i City Cup 2000

## Bästa målgörare i EHF Champions League
(Alla tider) – uppdaterad 2 Oktober 2021
| Rank | Name               | Seasons played | Goals |
| ---- | ------------------ | -------------- | ----- |
| 1    | Camilla Dalby      | 3              | 128   |
| 2    | Gitte Andersen     | 3              | 52    |
| 3    | Sabina Jacobsen    | 1              | 48    |
| 4    | Nina Müller        | 2              | 45    |
| 5    | Ulrika Toft Hansen | 1              | 41    |
| 5    | Siraba Dembélé     | 1              | 41    |
| 7    | Katrine Fruelund   | 2              | 36    |
| 8    | Macarena Aguilar   | 1              | 26    |
| 9    | Sofie Strangholt   | 3              | 24    |
| 9    | Susann Müller      | 1              | 24    |

## Tidigare kända spelare
| - Katrine Fruelund (2006–2012) - Camilla Dalby (2010–2013 och 2015–2019) - Berit Kristensen - Heidi Johansen (1998–2002 och 2004–2008) - Jane Schumacher - Kathrine Munch - Laura Danielsen - Mie Augustesen - Melanie Bak - Stephanie Andersen - Simone Böhme - Cecilie Greve - Kathrine Heindahl (2013–2017) - Mie Højlund - Ilda Kepic - Christina Krogshede - Mette Melgaard - Ann Grete Nørgaard (2006–2008) | - Terese Pedersen (2006–2009) - Linn Gossé (2014–2016) - Mari Molid (2066–2018) - Ulrika Toft Hansen (2012–2013) - Sabina Jacobsen (2012–2014) - Angelica Wallén (2013–2015) - Johanna Westberg (2014–2016) - Clara Monti Danielsson (2015–2018) - Daniela Gustin (2016–2018) - Sara Johansson (2017–2018) - Martina Thörn (2017–2019) - Jamina Roberts (2018–2020) - Julia Eriksson (2018–2020) - Kristin Thorleifsdóttir (2020–2021) - Macarena Aguilar (2012–2014) - Verónica Cuadrado (2011–2012 och 2013–2015) - Susann Müller (2011–2012) - Chao Zhai (2001–2004) - Chana Masson (2007–2013) - Stéphanie Moreau (2001–2003) - Siraba Dembélé (2012–2013) |